# Créole caribéen à base lexicale française
 (avril 2023).
La mise en forme du texte ne suit pas les recommandations de Wikipédia : il faut le « wikifier ».
Les points d'amélioration suivants sont les cas les plus fréquents :
- Les titres sont pré-formatés par le logiciel. Ils ne sont ni en capitales, ni en gras.
- Le texte ne doit pas être écrit en capitales (les noms de famille non plus), ni en gras, ni en italique, ni en « petit »…
- Le gras n'est utilisé que pour surligner le titre de l'article dans l'introduction, une seule fois.
- L'italique est rarement utilisé : mots en langue étrangère, titres d'œuvres, noms de bateaux, etc.
- Les citations ne sont pas en italique mais en corps de texte normal. Elles sont entourées par des guillemets français : « et ».
- Les listes à puces sont à éviter, des paragraphes rédigés étant largement préférés. Les tableaux sont à réserver à la présentation de données structurées (résultats, etc.).
- Les appels de note de bas de page (petits chiffres en exposant, introduits par l'outil «  Source ») sont à placer entre la fin de phrase et le point final[comme ça].
- Les liens internes (vers d'autres articles de Wikipédia) sont à choisir avec parcimonie. Créez des liens vers des articles approfondissant le sujet. Les termes génériques sans rapport avec le sujet sont à éviter, ainsi que les répétitions de liens vers un même terme.
- Les liens externes sont à placer uniquement dans une section « Liens externes », à la fin de l'article. Ces liens sont à choisir avec parcimonie suivant les règles définies. Si un lien sert de source à l'article, son insertion dans le texte est à faire par les notes de bas de page.
- La présentation des références doit suivre les conventions bibliographiques. Il est recommandé d'utiliser les modèles {{Ouvrage}}, {{Chapitre}}, {{Article}}, {{Lien web}} et/ou {{Bibliographie}}. Le mode d'édition visuel peut mettre en forme automatiquement les références.
- Insérer une infobox (cadre d'informations à droite) n'est pas obligatoire pour parachever la mise en page.

Pour une aide détaillée, merci de consulter Aide:Wikification.
Si vous pensez que ces points ont été résolus, vous pouvez retirer ce bandeau et améliorer la mise en forme d'un autre article.

Dans la caraïbe, plusieurs territoires parlent un créole à base lexicale française, selon l'histoire propre à chaque territoire ces langues varient et peuvent former des sous groupes, nous pouvons parler de créole antillais, de créole guyanais, et dans le créole antillais nous pouvons différencier celui des Grandes Antilles, représenté par Haïti composés de variantes local au sein de ce pays, et celui des Petites Antilles variants au gré des îles.
Chacune de ces langues forment ce groupe de créole caribéen à base lexicale française ayant un fort taux d'intercompréhension et formant donc la deuxième langue la plus parlée dans la caraïbe après l'espagnol si nous regardons les démographies des pays de la zone caraïbe.
Ces langues sont des fois apparentées à d'autres créoles à base lexicale française non-caribéens de par des bases de vocabulaire aussi issues d'une colonisation française tel que les créole africain à base lexicale française présents dans l'océan indien mais ces différents groupes de langue ont évolué séparément sur des continents différents.
Il existe un autre groupe de créole à base lexicale française sur le continent américain qui n'est pas caribéen c'est le créole louisianais.
Nous retrouvons dans ces langues du vocabulaire français en majorité, d'où le nom "à base lexicale française", mais il y a de lexique issu d'autres pays européens, anglais, espagnol, voir portugais, du lexique africain diverse, indien, et une base amérindienne surtout issu de langues caraïbes et arawak. Selon le créole ces héritages varient et certaines étymologies de mots sont toujours en constant débats entre linguistes.

## Histoire

### Contexte précolonial et arrivée européenne
Dans la Caraïbe avant l'arrivée des colons européens plusieurs langues étaient parlées par les locaux, dans la Caraïbe Insulaire il s'agit de langues arawak et caribes, dans la Caraïbe Continentale que ce soit en Amérique Centrale ou en Amérique du Sud d'autres familles de langues amérindiennes existent. Ces langues auront leur influence dans le créole caribéen, principalement pour la dénomination des lieux puis de la faune et la flore locale.
Les colons français arriveront en premier en tant que colon dans l'ile de Saint-Christophe fondant en 1626 la Compagnie de Saint-Christophe c'est à partir de cette île, à l'époque partagée aussi par des colons anglais, que les Français iront en coloniser d'autres, Haïti, la Guadeloupe, la Martinique et la Guyane seront parmi les territoires les plus marqués par cette colonisation française qui débouchera sur le plan lexicale à cet apport français. Mais ce ne sont pas les seuls territoires à avoir été colonisé par la France, ainsi des iles continuent de parler un créole caribéen bien que l'anglais y soit la dernière et officielle langue coloniale, tel que la Dominique ou Sainte-Lucie par exemple. Ces îles étaient toujours peuplées par les amérindiens et il y aura eu des échanges entre eux et les colons entre temps de paix, de guerre, de mélange, de massacres et déportations,. Nous noterons l'ouvrage de Raymond Breton sur ses échanges avec les Kalinago des petites Antilles qui se concrétisera même par la publication en 1665 d'un dictionnaire français-caraïbe.
Il faut comprendre que les colons ne parlaient pas le Français moderne standard qui n'existaient pas à l'époque mais des langues différentes apparentées et sœurs du Français mais autres. La majorité des colons provenaient du nord-ouest de la France, parlant donc des langues d'oïl tel que le normand ou le gallo par exemple, ce mélange de langue latine, le contact avec d'autres colons européens et avec les locaux amérindiens forment la première étape d'un proto-créole, créant déjà des divergences entre les parlés des colonies et ceux de la métropole.

### Bousculement démographique de la traite négrière
À la suite de l'essor économique, la demande de main d'œuvre était grandissante du côté des colons, surtout avec la découverte de l'amélioration des techniques de production de sucre de meilleure qualité par les colons hollandais, alors la déportation d'Africains par les Européens s'intensifia au point d'en faire la population majoritaire. Noter que dans les premiers temps les Africains déportés furent en contact avec les Amérindiens eux aussi.
Ces déportés venaient avec leurs propres langues africaines, et leur propre logique linguistique propre à leurs langues d'ailleurs différentes entre elles. Devenant la majorité de la population cela changera le destin linguistique de ces territoires. Le parler des colonies étant un mélange de langues latines de France, principalement du nord-ouest, incorporant du vocabulaire amérindien sera influencé par la population africaine arrivée rajoutant une couche d'éloignement des langues locales caribéennes avec les langues de France métropolitaine. Le créole à ce stade n'est pas issu du français qui n'existait pas à cette époque mais son lexique est principalement issu de langues latines parlées par les colons, principalement les langues d’oïl du nord-ouest de la France influencé par les langues locales principalement arawak et caribes, les échanges avec les autres colons européens d'autres pays puis par la masse d'Africains déportés à des fins serviles.
On attribue généralement à la racine africaine, la syntaxe de la langue et sa grammaire n'ayant pas de conjugaison à la française mais des marqueurs de temps, logique qu'on retrouve dans de nombreuses langues bantoues mais aussi dans d'autres créoles caribéens n'ayant pas le français comme langue de base lexicale mais ayant aussi cet apport africain dans leurs grammaires (patwa jamaïcain, palenquero, papiamento…). Les mots du parler dans la langue seront aussi fortement influencés par les accents africains notamment avec les nasalisions récurrentes et dans leur façon d'être utilisés.

### Stabilisation de la langue et spécialisation par territoires
De nos jours il y a des distinctions marquées entre les différents créoles de la caraïbe à base française, surtout ceux éloignés géographiquement. Mais cette distinction n'a pas toujours été aussi nette. Nous parlons de proto-créole pour désigner cette situation linguistique avant la spécialisation moderne.
Exemple avec le poème Lisette a quitté la plaine :
« Lisette quitté la plaine,

Mon perdi bonher à moué

Gié à moin semblé fontaine

Dipi mon pas miré toué.

Le jour quand mon coupé canne,

Mon songé zamour à moué ;

La nuit quand mon dans cabane

Dans dromi mon quimbé toué

Si to allé à la ville,

Ta trouvé geine Candio

Qui gagné pour tromper fille

Bouche doux passé sirop.

To va crer yo bin sincère

Pendant quior yo coquin tro ;

C'est Serpent qui contrefaire

Crié Rat, pour tromper yo.

Dipi mon perdi Lisette,

Mon pas souchié Calinda

Mon quitté Bram-bram sonnette.

Mon pas batte Bamboula

Quand mon contré laut' négresse,

Mon pas gagné gié pou li ;

Mon pas souchié travail pièce

Tout qui chose a moin mouri.

Mon maigre tant com' gnon souche

Jambe à moin tant comme roseau ;

Mangé na pas doux dans bouche,

Tafia même c'est comme dyo

Quand mon songé, toué Lisette

Dyo toujour dans jié moin.

Magner mion vini trop bête

A force chagrin magné moin

Liset' mon tandé nouvelle

To compté bintôt tourné :

Vini donc toujours fidelle.

Miré bon passé tandé.

N'a pas tardé davantage

To fair moin assez chagrin,

Mon tant com' zozo dans cage,

Quand yo fair li mouri faim. »
Le Blanc créole de Saint-Domingue (aujourd'hui Haïti), Duvivier de La Mahautière publie le tout premier texte littéraire en créole en 1754,.
Nous voyons l'utilisation du pronoms "to" qui de nos jours est considéré comme typiquement guyanais dans la Caraïbe, en existe aussi en dehors de la Caraïbe à la Louisiane, Seychelles et ile Maurice. Nous remarquons aussi que certaines formulations ne ressemblent pas forcément à ce qu'on attendrait du créole haïtien actuel. L'orthographe quant à elle est totalement différente cette dernière n'étant standardisée qu'a la fin du XXe siècle.
Dans le Catéchisme en lange créole précédé d'un essai de grammaire sur l'idiome usité page 10 et 11, publié vers la moitié du XIXe siècle, il est noté ceci :
"4° LE PRONOM. Les pronoms personnels, 
Sing. Mon, to, li.
Plur. Nous, vous, io ou ieux.
Ce dernier est toujours régime.
Les pronoms possessifs, 
Sing. Moin, to ou toè, li.
Plur. Nous, vous, io.
Ces derniers se placent après le nom ; exemple : ich moin, maman toè, bagaïe li. À la Guadeloupe, on met 'à' entre le nom et le pronom possessif; exemple : petite à moin, etc."
On remarque des pronoms qui ne sont plus entendus dans les petites Antilles, "to", "ieux", "to" et "toé"
Mais la suite du même texte précise que déjà il y avait une différence quand même visible entre Guadeloupe et Martinique : "Ces derniers se placent après le nom ; exemple : ich moin, maman toè, bagaïe li. À la Guadeloupe, on met 'à' entre le nom et le pronom possessif; exemple : petite à moin, etc."
Les différences se sont accumulées et accrues avec le temps spécialisant chaque langue dans chaque territoire mais cela s'est donc fait lentement au fil des années.

### Apports après l'abolition de l'esclavage

#### Engagisme et migrations post-esclavages
Après l'abolition de l'esclavage, le flux continu d'Africains déportés sera rendu illégal (même si perdurant illégalement un certain temps). Les colons vont alors revenir au système de l'engagisme, faisant venir des populations asiatiques et africaines. Haïti n'étant plus une colonie, ce pays sera moins influencé par ces migrations. Parmi les engagés africains nous pouvons surtout noter les Kongo, et parmi les engagés asiatiques surtout les Indiens qui auront un impact linguistique.

#### Influences modernes et contemporaines
Le créole caribéen étant vivant, subit continuellement des influences extérieures. Le français qui n'était pas la langue des colons a continuellement influencé les langues car étant perçu comme la langue de référence pour l'élite de certains pays ou est la langue administrative de ces pays. L'exposition au français dans les territoires français de la Caraïbe est constante.
D'autres territoire ayant l'anglais pour langue officielle et administrative sont eux proie à une anglicisation de leur lexique.
Sans compter les influences extérieures dues à la consommation de produits culturels en d'autres langues comme le dancehall jamaïcain. 
La question se pose aussi pour les mots de vocabulaire liés à des domaines scientifiques et technologiques contemporains, certains adaptent le lexique français, d'autres l'anglais, certains voudraient créer des néologismes .